# Aniceto Vergara
Aniceto Vergara Albano (Santiago, en 1825 - 29 de marzo de 1909) fue un abogado y político liberal chileno.

## Primeros años de vida
Hijo de Antonio Vergara Zenteno y doña Tránsito Albano Cruz. Estudió en el Instituto Nacional y cursó Leyes en la Universidad de Chile. Juró como abogado el 26 de junio de 1855. Su tesis se tituló "El Juri en Chile". Ejerció libremente la profesión en la capital. Militó en el Partido Liberal.
Casado con Javiera Clark Quintana.

### Actividades Públicas
- Fue miembro de la Facultad de Leyes de la Universidad de Chile desde 1863.
- Miembro de la Comisión para Apertura de Propuestas para la Enajenación de Mil Toneladas de Guano (1882).
- Superintendente de la Casa de Moneda (1882-1886).
- Miembro de la Junta de Vigilancia de la Caja de Ahorros de Empleados Públicos (1886-1888).
- Consejero de Estado, elegido por la Cámara de Diputados (1888).
- Director de la Caja de Crédito Hipotecario (1888-1891).
- Diputado por Talca, Curepto y Lontué (1864-[1867]), integró la comisión permanente de Elecciones y Calificadora de Peticiones.
- Ministro Plenipotenciario de Chile en Bolivia (1867-1870), donde firmó el Tratado de Adhesión a la Alianza Peruano-Chileno en Ayacucho (19 de marzo de 1869).
- Diputado por San Carlos (1876-1879), formó parte de la comisión permanente de Educación y Beneficencia.
- Diputado por San Felipe, Putaendo y Los Andes (1879-1882). Miembro de la comisión permanente de Constitución, Legislación y Justicia.
- Ministro de Relaciones Exteriores y Colonización (1884-1885), correspondiéndole liquidar las últimas cuentas y derivaciones de la Guerra del Pacífico.
- Ministro Plenipotenciario de Chile en España (1889-1890) y ante la Santa Sede (1890).
- Senador por Linares (1891-1897), figuró en la comisión permanente de Gobierno y Relaciones Exteriores y la de Constitución, Legislación y Justicia.
- Ministro de la Corte de Apelaciones de Santiago (1897-1903).
- Ministro de la Corte Suprema de Justicia (1903-1907).